# 王澧
王澧（1616年—1692年），字楚先，號蘭陔，直隸蘇州府常熟縣人，明末清初政治人物。

## 生平
崇禎十五年（1642年）壬午科應天鄉試第一百二十八名舉人，十六年（1643年）中式癸未科會試第三百四十八名，二甲第五十七名進士。兵部觀政，授刑部四川司主事，弘光元年（1645年）升金華府知府。入清後，順治九年（1652年）起為行人司行人，升工部營繕司主事，十七年（1660年）改工部都水司主事，康熙元年（1662年）升工部屯田司員外郎，二年（1663年）升刑部浙江司郎中，六年（1667年）以父母老終養致仕歸里。三十一年（1692年）卒於家。

## 家族
曾祖王有德，鄉飲賓；嗣祖父王瑞龍；本生祖父王見龍，鄉飲賓；父王曰俞，同榜進士。